# Коциев, Знаур Казбекович
Знаур Казбекович Коциев (род. 27 июня 1996) — российский борец вольного стиля, призёр чемпионата России. По национальности — осетин.

## Карьера
В августе 2013 года в сербском Зренянине стал чемпионом мира среди кадетов. В мае 2018 года в Грозном одержал победу на Всероссийском турнире памяти Дэги Багаева. В марте 2021 года представляя Центр спортивной подготовки сборных команд Чувашской Республики, одолев в схватке за 3 место дагестанца Тажудина Мухтарова, стал бронзовым призёром чемпионата России в Улан-Удэ.

## Спортивные результаты
- Чемпионат мира по борьбе среди кадетов 2013 — ;
- Чемпионат мира по борьбе среди молодёжи 2016 — ;
- Чемпионат России по вольной борьбе 2021 — ;